# اسوییان میلوشویچ
اسوییان میلوشویچ (سیریلیک صربی: Цвиjaн Mилoшeвић؛ زادهٔ ۲۷ اکتبر ۱۹۶۳) بازیکن فوتبال اهل [یوگسلاوی]] بود.
از باشگاه‌هایی که در آن بازی کرده‌است می‌توان به باشگاه فوتبال رویال آنتورپ اشاره کرد.
وی همچنین در تیم ملی فوتبال یوگسلاوی بازی کرده‌است.